# 西城 (蓮田市)
西城（にしじょう）は、埼玉県蓮田市の町丁。現行行政地名は西城一丁目から西城三丁目。住居表示未実施地区。郵便番号は349-0145。

## 地理
埼玉県東部、蓮田市中央部に位置する。北側から東側にかけて西新宿に、東側から南西側にかけて大字城に、西側で大字南新宿の飛地に隣接する。東縁を埼玉県道3号さいたま栗橋線が通る。土地区画整理事業により都市基盤整備が行われた。西城一丁目・二丁目のうち元荒川の河川敷となっている一部地域が市街化調整区域に指定されており、そのほかは市街化区域に指定されている。埼玉県道3号さいたま栗橋線の沿線には店舗や事業所が多く、それ以外は主に住宅地域となっている。

### 河川
- 元荒川
- 磯川
- 新磯川

## 歴史
- 1982年（昭和57年）3月20日：前日に南新宿土地区画整理事業の換地処分の公告が行われた[6]ことに伴い、施行区域で町名地番変更が行われ、大字城および大字南新宿の各一部から西城一丁目 - 三丁目が成立[7]。

## 世帯数と人口
2023年（令和5年）8月1日時点の世帯数と人口は、以下のとおりである。
| 丁目       | 世帯数  | 人口    |
| ---------- | ------- | ------- |
| 西城一丁目 | 156世帯 | 365人   |
| 西城二丁目 | 389世帯 | 869人   |
| 西城三丁目 | 338世帯 | 735人   |
| 計         | 883世帯 | 1,969人 |

## 小・中学校の学区
市立小・中学校に通う場合、学区（校区）は以下のとおりとなる。
| 丁目       | 区域 | 小学校               | 中学校               |
| ---------- | ---- | -------------------- | -------------------- |
| 西城一丁目 | 全域 | 蓮田市立黒浜西小学校 | 蓮田市立黒浜西中学校 |
| 西城二丁目 | 全域 | 蓮田市立黒浜西小学校 | 蓮田市立黒浜西中学校 |
| 西城三丁目 | 全域 | 蓮田市立黒浜西小学校 | 蓮田市立黒浜西中学校 |

## 交通

### 鉄道
地内に鉄道路線は通っていない。最寄り駅は地点によって異なり、東日本旅客鉄道（JR東日本）宇都宮線の蓮田駅、または同白岡駅である。

### 路線バス
朝日自動車菖蒲営業所により、埼玉県道3号さいたま栗橋線と今宮けやき通りを通る路線バスが運行されている。
- HS05：蓮田駅東口 - 宿下 - 蓮田市役所前 - 西新宿 - 中閏戸 - 根金 - 井沼 - 中閏戸 - 蓮田駅西口
- HS31：蓮田駅東口 - 宿下 - 蓮田市役所前 - 西新宿 - 中閏戸 - 根金 - 下大崎 - 菖蒲仲橋
- HS32：蓮田駅東口 - 宿下 - 蓮田市役所前 - 西新宿 - 中閏戸 - 根金 - 下大崎
- HS33：蓮田駅東口 - 宿下 - 蓮田市役所前 - 西新宿 - 中閏戸 - 根金
- HS34：蓮田駅東口 - 宿下 - 蓮田市役所前 - 西新宿 - 中閏戸 - パルシー・ハストピア
- HS35：蓮田駅東口 - 宿下 - 蓮田市役所前 - 西新宿

また、丸建つばさ交通（けんちゃんバス）により、埼玉県道3号さいたま栗橋線と今宮けやき通りを通る路線バスが運行されている。
- 蓮田駅西口 - 白岡中央総合病院線
  - 蓮田駅西口 - （椿山） - （西新宿） - 白岡西3丁目 - 白岡駅西口 - 白岡中央総合病院
  - 蓮田駅西口 - （椿山） - （西新宿） - 白岡西3丁目

### 道路
地内に国道は通っていない。
- 埼玉県道3号さいたま栗橋線（大宮栗橋線[注釈 4]）
- 今宮けやき通り
- 西城並木通り

## 施設
西城一丁目
- 天満神社

西城二丁目
- 五反歩公園

西城三丁目
- 中島公園
- 城阿弥陀堂